# Casa Fogaccia o dell'Arciprete

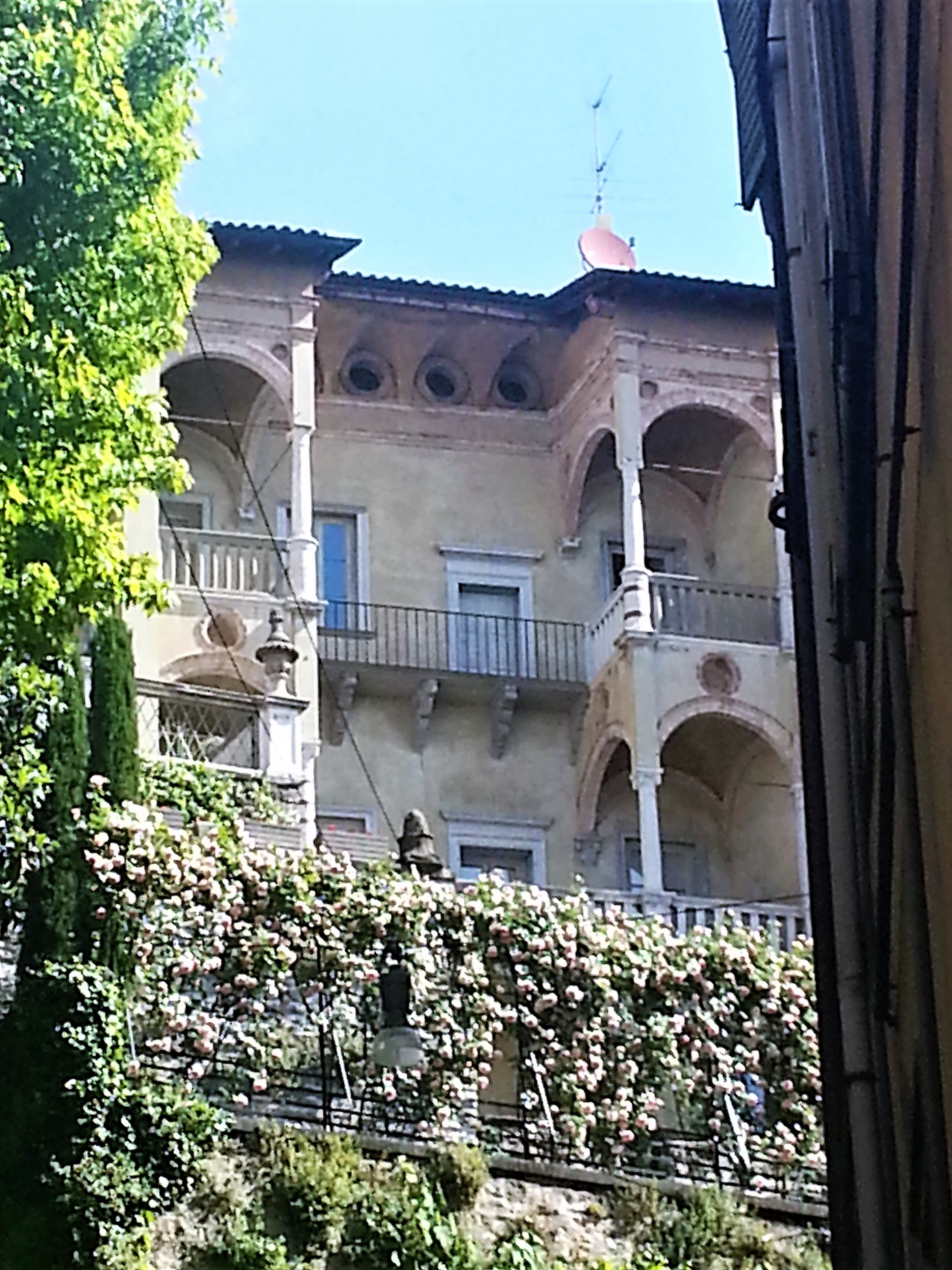
Palazzo Fogaccia o dell'Arciprete-via san Giacomo

Casa Fogaccia o casa dell'Arciprete è un fabbricato civile risalente agli anni tra il XV e il XVI secolo che si trova in via Gaetano Donizetti, un tempo contrada di San Cassiano, nella parte alta della città di Bergamo, dal XX secolo parte dell'Università di Bergamo accogliendo il Dipartimento di Lingue e letterature straniere.

## Storia
La casa, certo non ultimata, era già abitata allo scadere del XV secolo. Il committente fu il giurista Benedetto Ghislandi  che ne continuò le rifiniture fino al 1519, morendo nel settembre del medesimo anno. 

Il fabbricato, ereditato dalla figlia Giulia che viveva a Brescia, divenne la residenza dalla vedova Rosa Ceresoli. 
Da Giulia Ghislandi, la proprietà passò per donazione, ai Martinengo di Brescia. Acquistata poi dagli Agosti e successivamente dai Benaglio, il 31 marzo 1649 veniva acquistata dall'avvocato Pietro Salvagni de' Roteri che la faceva ristrutturare, chiudendo i loggiati della facciata verso la via San Giacomo. Passata successivamente ai Beltramelli, il 3 settembre 1770 veniva ceduta al conte Antonio di Gerolamo Fogaccia (da qui il nome di casa Focaccia), fratello di G. Francesco Fogaccia che vent'anni prima aveva iniziato la costruzione del confinante palazzo Scotti.
Nel 1804 diventò proprietà di Carlo Gritti Morlacchi, poi vescovo di Bergamo, venendo poi acquistata dall'arciprete Lorenzo Tomini della cattedrale alessandrina che nel 1840 lasciò in eredità agli arcipreti suoi successori, da questo il nome.
Alcune sale dell'interno ospitarono il museo diocesano, spostato nel 2000 nel Palazzo Bassi Rathgeb.

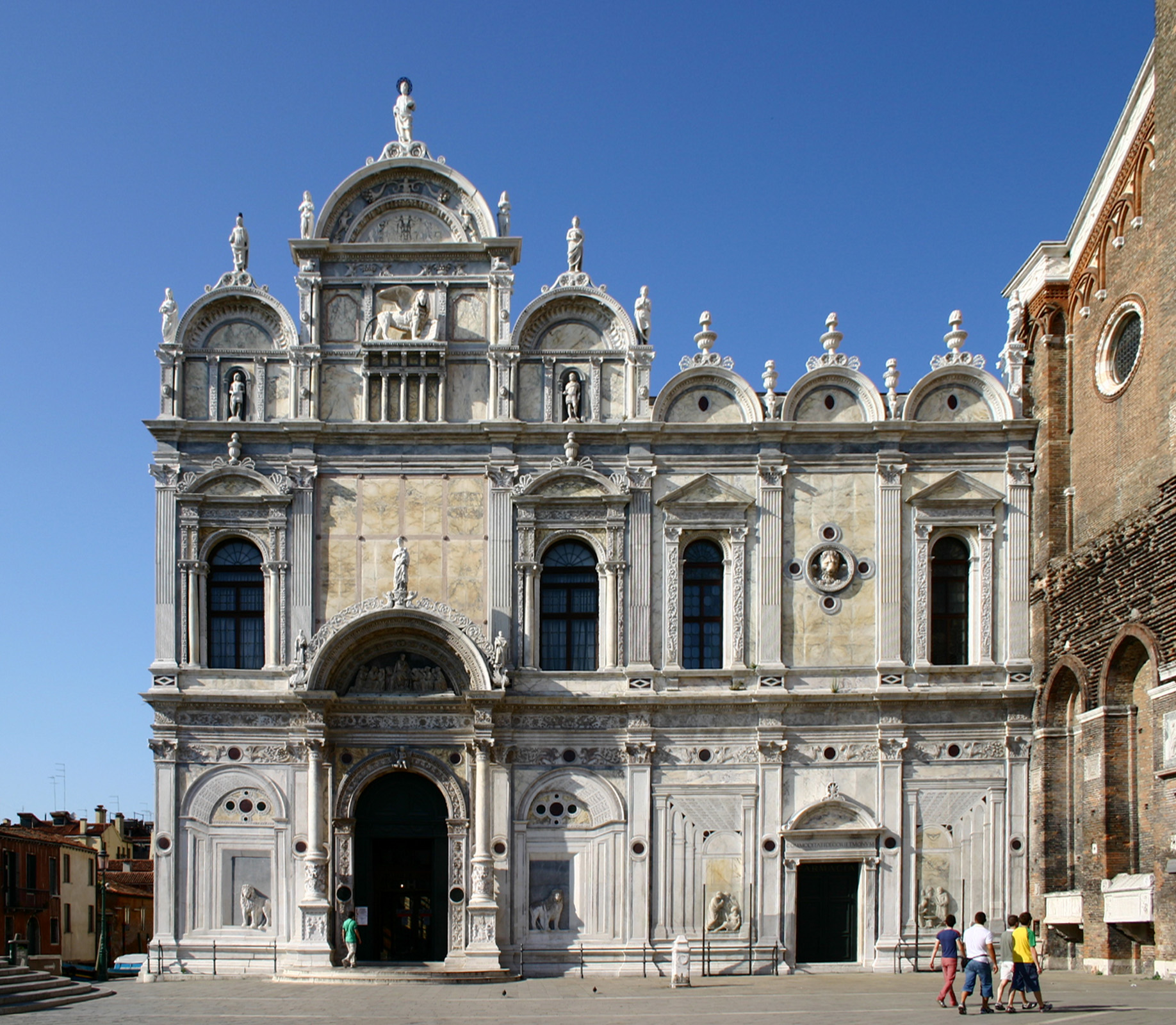
Pietro Lombardo e Mauro Codussi-facciata della scuola Grande di San Marco-Venezia

Il progetto della facciata, in passato fu attribuito a noti architetti veneziani del rinascimento e poi al bergamasco Pietro Isabello. La maestria dell'uso delle pietre, del taglio e delle lastre di rivestimento riportano invece a un architetto di formazione come lapicida e attivo a Venezia (capitelli ripresi dalla base del monumento del Colleoni e finestrella prospettica come alla Scuola di S. Marco) verso la fine del XV secolo ma anche con solidi agganci con Bergamo. L'edificio è l'unica architettura davvero veneziana presente in città, lontanissima da quella che è l'architettura lombarda del tempo e incompatibile con qualsiasi altra architettura locale. È il caso di rammentare che in quegli anni Benedetto Ghislandi per incarico del Comune era frequentemente a Venezia. Negli stessi anni nei mesi invernali l'architetto Mauro Codussi, cittadino di Bergamo, era frequentemente in città dove aveva acquistato una casa, non più esistente, nel borgo di San Lorenzo e dove aveva affittato un negozio di stoffe in San Pancrazio dato da gestire ai figli Santino e Domenico

## Architettura
Il fabbricato è composto da due differenti corpi di fabbrica, uno con l'ingresso volto in via Gaetano Donizetti, e l'altro rivolto a sud, verso via San Giacomo, e verso la parte bassa della città di Bergamo, un cortile del XVI secolo interno li divide.
Il fabbricato è antecedente agli immobili che lo circondano, ma la situazione originaria non doveva presentare differenze da quella che ha mantenuto. La facciata rivolta verso via Donizetti, antica contrada di San Cassiano, aveva di fronte la chiesa di San Cassiano, poi sostituita con la piazzetta Zavadini, serviva quindi dare respiro al fabbricato soffocato in una via stretta, dando movimento alla facciata ma falsandone molto la visuale. La mancanza di spazio obbligò a cercare spazio in altezza. 

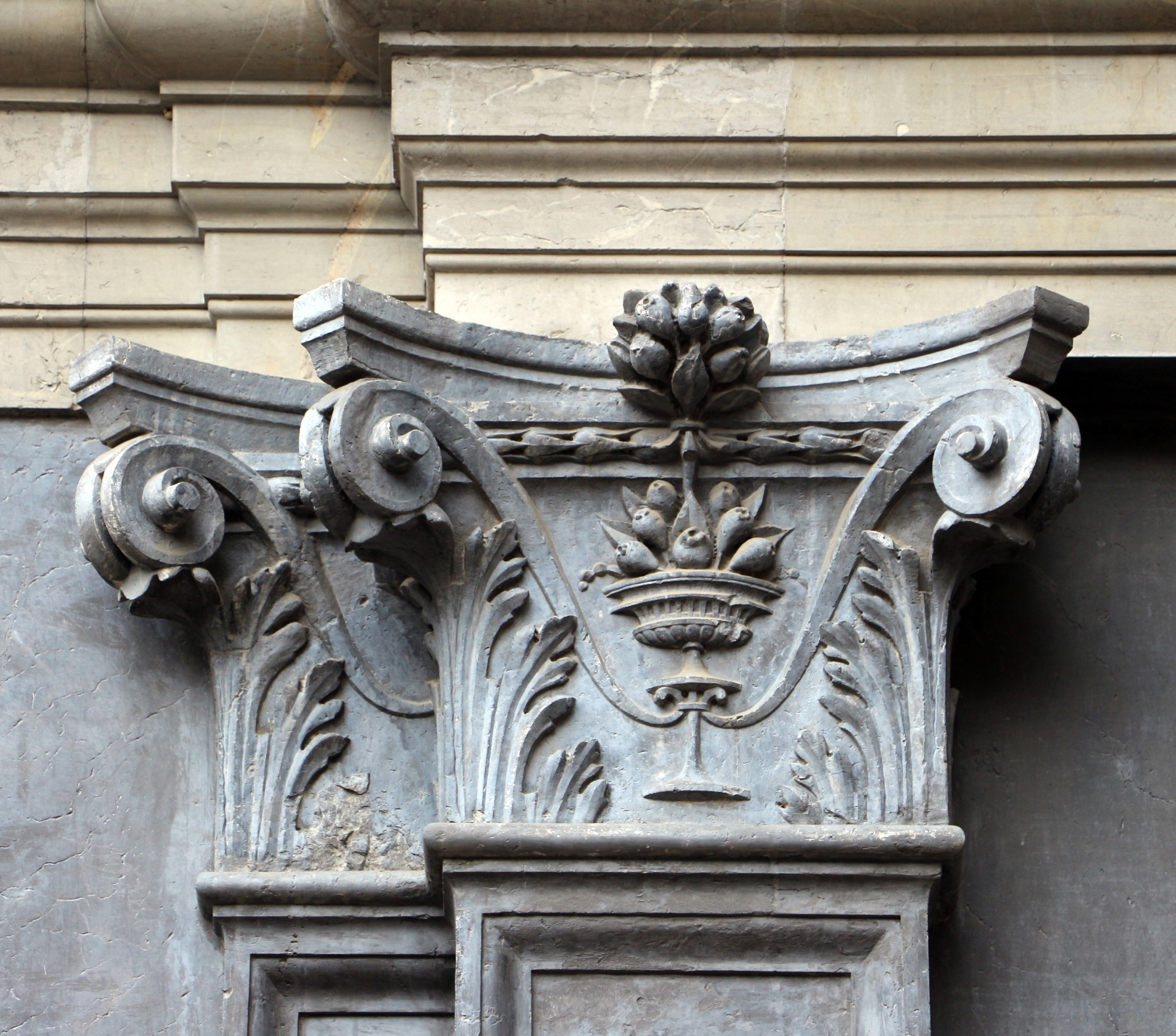
Particolare casa Focaggia-dell'Arciprete

La facciata in marmo grigio proveniente da Nembro in Val Seriana si sviluppa su tre piani divisi da trabeazioni sostenute da lesene corinzie, che la dividono verticalmente in tre parti di cui quella centrale più ampia. Nella due laterali del piano terra, sono presenti due porte ad arco e una finestra decorata a finta prospettiva. L'ingresso è posto a sinistra, non potendo porlo centralmente, l'architetto risolve ponendo a destra un portale poi murato ma che mantinel'immagine simmetrica alla parte inferiore. Il portale si compone di un'arcata inserita su capitelli sorretti da lesene di assonanza veneziana con i due semitondi agli estremi e uno centrale, nonché un tondo tra la trabeazione e l'arco con fregio anche questo di chiara tendenza veneziana.
La facciata orizzontalmente è divisa da cornici marcapiano che variano, a volte sporgono e altre rientrano creando un effetto variante di luci e ombre che potrebbe venir avvicinato ad alcune tombe veneziane . Sul piano superiore, alle porte sottostanti si alternano le finestre ad arco, e nella parte centrale un'edicola, forse un tempo contenente un affresco, mentre al secondo piano leggermente sfondato rispetto alle due parti sottostanti, una porta finestra con inferriata. La leggera differenza nelle proporzioni dei differenti livelli è architettonicamente ponderata, perdendosi nella visione completa della facciata, situazione che si presenta in altri palazzi del cinquecento bergamasco.
La facciata rivolta verso sud, si sviluppa su due livelli loggiati con archi in cotto.
L'androne con il soffitto a volta affrescato, porta in un cortile interno, chiuso dai quattro lati del fabbricato formati da una balconata sostenuta da grandi mensile curve, mentre il piano superiore è composto da finestre rotonde e pareti affrescate.
Gli affreschi che decorano i vari locali, in particolare le due salette una con volta a crocieta e una volta semitonda, con soggetti paesaggistici di fantasia, furono eseguiti durante la proprietà dei Fogaccia e risalgono alla seconda metà XVII secolo. Alcune pitture rappresentanti l'antica vita romana, e altri che decorano le finestre nel salone del Conservatorio Musicale, sono opera di Paolo Vincenzo Bonomini, il salone contiene affreschi di particolare effetto scenografico.